# Kanakpur Part-II
Kanakpur Part-II là một thị trấn thống kê (census town) của quận Cachar thuộc bang Assam, Ấn Độ.

## Nhân khẩu
Theo điều tra dân số năm 2001 của Ấn Độ, Kanakpur Part-II có dân số 7089 người. Phái nam chiếm 51% tổng số dân và phái nữ chiếm 49%. Kanakpur Part-II có tỷ lệ 72% biết đọc biết viết, cao hơn tỷ lệ trung bình toàn quốc là 59,5%: tỷ lệ cho phái nam là 77%, và tỷ lệ cho phái nữ là 66%. Tại Kanakpur Part-II, 13% dân số nhỏ hơn 6 tuổi.